# Joyce Chao
Joyce Chao Hung-chiao (Chino: 乔 赵虹 pinyin Qiáo zhào hóng; nacida el 15 de noviembre de 1981), es una actriz y cantante taiwanesa líder del grupo femenino 7 Flores. Durante los años en la escuela, sus amigos le ofrecieron a unirse a una empresa de modelaje. Después de su graduación, entró en Jungiery. Fue dejando de lado después de la decisión final de Mi MVP durante su emisión. Debido a su actitud como una seria trabajadora, ella llamó la atención del jefe, y se unió al R & B.

## Filmografía
- Westside Story (2003)
- 100% Senorita (2004)
- The Champion (2004)
- The Prince Who Turns Into a Frog (2005)
- Smiling Pasta (2006)
- The Magicians of Love (2006)
- Ying Ye 3 Jia 1 (2007)
- Full Count (2007)
- Your Home is My Home (2008)